# Distretto di Chéraga
Il distretto di Chéraga è un distretto della provincia di Algeri, in Algeria, con capoluogo Chéraga.

## Comuni
Il distretto di Chéraga comprende 5 comuni:
- Chéraga
- Aïn Benian
- Dely Ibrahim
- Ouled Fayet
- El Hammamet